# Im Bannkreis des Schwanbergs
Unter dem Obertitel Im Bannkreis des Schwanbergs erschienen insgesamt drei verschiedene historiografische, volkskundliche und lokalpolitische Publikationsreihen, die vom unterfränkischen Landkreis Kitzingen herausgegeben wurden. Ihr Titel spielt auf die Erhebung Schwanberg an, die als Landmarke das Kreisgebiet beherrscht. Zwischen 1959 und 1972 trug die Reihe den Untertitel Heimat-Jahrbuch für den Landkreis Kitzingen, nach einer Unterbrechung von mehreren Jahren hieß sie von 1979 bis 1982 Jahrbuch des Landkreises Kitzingen. Seit 2009 wird die Reihe unter dem Titel Jahrbuch für den Landkreis Kitzingen fortgesetzt. 

## Geschichte
Die Idee, eine jährlich erscheinende Publikationsreihe mit Themen aus dem Landkreis Kitzingen zu veröffentlichen, ging vom damaligen Landrat Oskar Schad und dem Kulturausschuss des Landkreises aus. Der erste Band erschien im Jahr 1959 unter dem Titel Heimat-Jahrbuch für den Landkreis Kitzingen. Die Beiträge umfassten eine Vielzahl von heimatkundlichen und lokalhistorischen Themen, die ohne eine thematische Klammer im Buch versammelt wurden. Unter den Autoren des ersten Bandes war der Kitzinger Stadtarchivsleiter Ernst Kemmeter, der Familienforscher Fritz Mägerlein, der auch die Redaktion des Bandes übernahm, sowie weitere lokalhistorisch interessierte Persönlichkeiten, darunter viele Schullehrer. Daneben druckte man hier auch Gedichte und belletristische Literaturstücke der Heimatdichter Ernst Luther und Engelbert Bach ab. 
Mit dem zweiten Band, der im darauffolgenden Jahr erschien, wurde das sogenannte Kalendarium eingeführt. Versammelt wurden darin historische Ereignisse und Persönlichkeiten, die zum einen mit dem Landkreis und zum anderen mit dem jeweiligen Monat verbunden waren. Hier wurde in Form von Bauernregeln und einem Heiligenkalender ein Überblick über einen Monat gegeben, der stark an die Bedürfnisse der ländlichen Bevölkerung im damals von der Landwirtschaft geprägten Landkreis angepasst war. Mit Beiträgen des Würzburger Prähistorikers Christian Pescheck tauchten auch erstmals archäologische Artikel im Jahrbuch auf. In den folgenden Bänden waren auch regelmäßig Gedichte und Kurzgeschichten von Matthäus Conrad, Ludwig Friedrich Barthel, Nikolaus Fey, Wilhelm Sebastian Schmerl, Sepp Skalitzky, Willi Mader und Hanns Rupp zu finden.
Im Zuge der Gemeindegebietsreform und den damit verbundenen wachsenden Ausgaben des Landkreises, wurde das Jahrbuch mit der Ausgabe im Jahr 1972 eingestellt. Erst nach dem Abschluss der Gebietsreform 1978 konnten neue Ausgaben in Angriff genommen werden. In verändertem Design und mit neuem Untertitel erschien das Jahrbuch des Landkreises Kitzingen erstmals im Jahr 1979. Obwohl Fritz Mägerlein weiterhin Beiträge beisteuerte, war die Redaktionsleitung auf den Heimatforscher und Kreisheimatpfleger Hans Bauer übergegangen. Mit dem Jahrbuch 1980 wurde das Kalendarium eingestellt und durch bauhistorische Reihen (1980 „Wahrzeichen“, 1981 „Rathäuser“) ersetzt. Die Jahrbücher enthielten auch Statistiken über den Landkreis sowie weitere Mitteilungen des Landratsamtes Kitzingen. 
1982 wurde auch die zweite Reihe des Landkreis-Jahrbuchs eingestellt. Erst 2009 wurde die Publikation fortgesetzt. Vorausgegangen waren Anregungen vonseiten der Heimatforscher des Landkreises, allen voran der Lehrerin Monika Conrad, die das Landratsamt zu einer Wiederaufnahme der Herausgabe bewegten. Erstmals wurden die Bände nicht vom Landkreis selbst produziert, sondern ein externer Anbieter mit Satz und Druck beauftragt. Gewonnen werden konnte der in Dettelbach ansässige J. H. Röll-Verlag. Die neue Reihe des Landkreis-Jahrbuchs wurde unter ein jährlich wechselndes Oberthema gestellt, wobei die Themenmischung auf den hinteren Seiten weiterhin beibehalten wurde. Der Struktur des Landkreises Kitzingen als „Weinlandkreis“ war es geschuldet, dass innerhalb des Jahrbuchs auch immer wieder auf die Statistik des zurückliegenden Weinjahres verwiesen wurde. 

## Überblick
Als Autoren von Beiträgen in den drei Reihen des Jahrbuchs betätigten sich vor allem Heimatforscher aus den Gemeinden selbst. Daneben kann insbesondere die seit 2009 laufende, dritte Folge des Jahrbuchs als Plattform für die Archiv- und Museumsleiter der kommunalen Gedächtnisinstitutionen des Landkreises gelten. Immer wieder bot das Jahrbuch allerdings auch externen Personen aus dem akademischen Umfeld die Möglichkeit, ihre Themen unterzubringen. So gehörte der Historiker Klaus Arnold genauso zur Autorenschaft wie der Prähistoriker Christian Pescheck, die Ordensfrau Christel Felizitas Schmid, der Historiker Max Domarus, die Museumsleiterin Stephanie Nomayo, die Archivarin Helga Walter, der Historiker Franziskus Büll, der Kunsthistoriker Erich Schneider und der Heimatpfleger Andreas Pampuch.

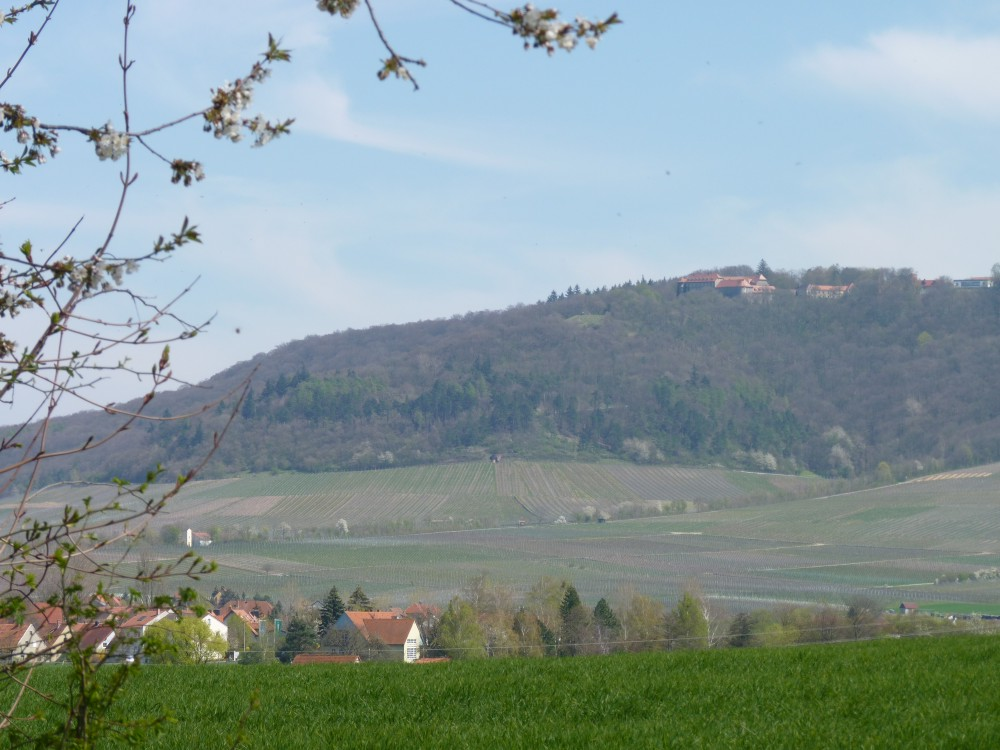
Blick auf den namensgebenden Schwanberg

Die Schwerpunkte der seit 2009 erschienenen Bände der dritten Reihe:
| - 2009: Stadt Kitzingen - 2010: Stadt Iphofen - 2011: Stadt Volkach - 2012: Stadt Marktbreit - 2013: Stadt Prichsenstadt | - 2014: Stadt Dettelbach - 2015: Weinbau im Landkreis Kitzingen - 2016: Die Eisenbahn im Landkreis - 2017: Flucht und Vertreibung - 2018: ohne Thema | - 2019: Der Erste Weltkrieg im Landkreis - 2020: Ende des Zweiten Weltkriegs - 2021: Nachkriegszeit im Landkreis Kitzingen - 2022: ohne Thema - 2023: 50 Jahre Gemeindegebietsreform in Bayern | - 2024: Flurbereinigung in Bayern - 2025: 65 Jahre Jahrbuch |